# Introduction (Songs of Experience)

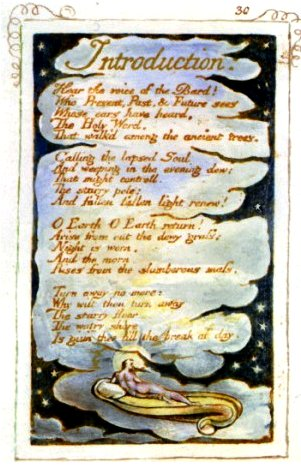
Illustrazione dello stesso Blake per la poesia sulla raccolta Songs of experience

Introduction è la prima ed introduttiva poesia delle Songs of Experience del poeta inglese William Blake.

## Testo originale
Hear the voice of the Bard!
Who present, past, and future sees!
Whose ears have heard
The Holy Word
That walk'd among the ancient trees;
Calling the lapsed Soul,
And weeping in the evening dew;
That might controll
The starry pole,
And fallen fallen light renew!
O Earth, O Earth, return!
Arise from out the dewy grass!
Night is worn,
And the morn
Rises from the slumberous mass.
Turn away no more;
Why wilt thou turn away?
The starry floor,
The watry shore,
Is given thee till the break of day.

## Temi e struttura
A differenza delle Songs of innocence, inserite in un'atmosfera candida e lieta, le Songs of experience sono caratterizzate da toni più oscuri e drammatici, come si nota già a partire dalla loro introduzione.
Blake presenta la figura di un "Bardo", che con funzione profetica rivolge un appello alla Terra. Parte della critica identifica nel Bardo la figura dello stesso Blake, mentre altri dissentono. Avendo potuto ascoltare la Sacra Parola (Holy Word), Egli conosce presente, passato e futuro, e impiega queste sue capacità profetiche per chiamare la Terra a sollevarsi, risvegliarsi. La Terra stessa ha generato dubbi interpretativi, potendo essere concepita come metafora per l'umanità, per la natura o per entrambi contemporaneamente. Questo appello alla Terra può essere letto come un sincero ed accorato invito a ridestarsi e redimersi attraverso il riappropriarsi della propria innocenza e dell'immaginazione; oppure, secondo altri critici, come un appello maligno, espresso dalla parola della divinità attraverso il Bardo, in cui la Terra viene invitata a risvegliarsi ben sapendo che la redenzione è soltanto effimera.
La poesia si compone di 4 strofe di 5 versi ciascuna. Il primo e l'ultimo sono senari (ad eccezione del primo verso dell'ultima strofa, di cinque sillabe), il secondo è di otto sillabe (tranne nell'ultima strofa, dove è un senario), il terzo e quarto sono di quattro sillabe. Rimano tra loro primo, terzo e quarto verso di ogni strofa, e secondo e quinto.